# تلیت
تلیت (انگلیسی: Telit) شرکت تجهیزات مخابراتی ایتالیایی بریتانیایی است، که در سال ۱۹۸۶ تأسیس شد.